# Agama boensis
Agama boensis là một loài thằn lằn trong họ Agamidae. Loài này được Monard mô tả khoa học đầu tiên năm 1940.